# باشگاه فوتبال کارپی
باشگاه فوتبال کارپی یک باشگاه حرفه‌ای که در سری سی است و در شهر کارپی در کشور ایتالیا حضور دارد. این باشگاه در سال ۱۹۰۹ بنا نهاده شده‌است.
این باشگاه در فصل سری بی ۱۵–۲۰۱۴ با کسب امتیازات لازم و در چهار هفته مانده به پایان مسابقات برای اولین بار به سری آ صعود کرد اما بعد از تنها گذراندن ۱ فصل دوباره به سری بی بازگشت. این تیم در سال ۲۰۰۰ به دلیل ورشکستگی به لیگ آماتور فرستاده شد و از آنجا کار خود را شروع کرد.

## افتخارات
- سری بی
  - قهرمان(۱): ۱۵–۲۰۱۴
- سری سی
  - قهرمان(۱): ۴۶–۱۹۴۵
- سری دی
  - قهرمان(۴): ۶۴–۱۹۶۳، ۷۴–۱۹۷۳، ۷۸–۱۹۷۷، ۲۴–۲۰۲۳